# معشوق (فیلم ۲۰۰۵)
معشوق (به انگلیسی: Loverboy) یا پسر عاشق فیلمی محصول سال ۲۰۰۵ و به کارگردانی کوین بیکن است. در این فیلم بازیگرانی همچون کیرا سجویک، کوین بیکن، ساندرا بولاک، مت دیلون، اولیور پلات، کمپبل اسکات، مریسا تومی، دامینیک اسکات کی سوزی بیکن، اسپنسر تریت کلارک، ملیسا اریکو، کارولین مک‌کورمیک و جان لجند ایفای نقش کرده‌اند.